# Johan Ihre
Johan Ihre est un linguiste et érudit suédois, né le 3 mars 1707 à Lund et mort le 1er décembre 1780 à Uppsala).

## Parcours à l'université d'Uppsala
Après un voyage d'études à travers l'Europe (1730-1733), il devint :
- docent en 1734
- vice-bibliothécaire en 1735
- professeur de poésie latine 1737
- professeur d'histoire 1738

Pendant 42 ans, il fit régulièrement son cours et présida 453 thèses, la plupart rédigées par lui avec critiques et profondeur, et toutes (à l'exception de deux en suédois) écrites en latin cicéronien. Quelques-unes d'entre elles, traitant de religion et de politique, lui attirèrent des remontrances et même une amende.

## Principaux écrits
- De Mutationibus linguae sueogothicae - 1742 : il résume l'histoire de la langue suédoise ;
- Leçons sur la langue suédoise - 1745 : première grammaire critique de cet idiome ;
- Dictionnaire des dialectes suédois - 1766 ;
- Glossarium sueogothicum - 1749 ;
- Ulphilas illustratus - 1752-1755 ;
- De lingua codicis argentei - 1754 : où il démontre que le fameux manuscrit, transporté de Bohème à Uppsala, est une traduction de la bible en langue moesogothique par l'évêque Wulfila ou Ulphilas ;
- Fragmenta versionis ulphilanae - 1763 ;
- Scripta versionem ulphalanam et linguam moesogothicam illustrantia - 1773 : réédition des trois dernières publications par A.-F. Büsching.

Il fut le premier à soutenir que l'Edda de Snorri n'est pas un catéchisme mythologique, mais un traité de poétique et que les runes en Suède ne sont pas antérieures au VIe siècle.
Il prononça cinq oraisons funèbres en latin.